# Pisoniano
Pisoniano est une commune italienne de la ville métropolitaine de Rome Capitale, dans la région Latium.

## Géographie
Les communes limitrophes de Pisoniano sont Bellegra, Capranica Prenestina, Cerreto Laziale, Ciciliano, Gerano et San Vito Romano.

## Administration
| Période                                  | Période | Identité    | Étiquette     | Qualité |
| ---------------------------------------- | ------- | ----------- | ------------- | ------- |
| 8 juin 2009                              |         | Enzo Aureli | Liste civique |         |
| Les données manquantes sont à compléter. |         |             |               |         |

### Jumelage
- Ta' Sannat (Malte).

## Culture et patrimoine
Les principaux monuments de la commune sont :
- Église San Paolo Apostolo
- Église Madonna della Neve
- Église Santa Vittoria.

Pisoniano possède un musée municipal, le musée Canapa.
- Église Santa Maria della Quercia